# Pannenmühle
Die Pannenmühle in Niederkrüchten war eine Wassermühle mit zeitweise zwei unterschlächtigen Wasserrädern.

## Geographie
Die Pannenmühle hat ihren Standort am Mittellauf der Schwalm an der Kreisstraße 29 in der Gemeinde Niederkrüchten im Kreis Viersen. Der Mühle vorgelagert war ein Weiher. Oberhalb der Pannenmühle liegt die Lüttelforster Mühle, unterhalb die Radermühle. Der Wasserspiegel liegt bei 43 m über NN.

## Geschichte
Die Pannenmühle wurde 1655 in der ältesten bis heute erhaltenen Urkunde zum ersten Mal genannt und Ölmühle genannt. Die Mühle lag auf der linken Seite der Schwalm, damals geldrisches Herrschaftsgebiet. Trotz dieses Standortes musste der Müller an Jülich zwölf Albus (Münze) und zwei Pfund gelbem Wachs entrichten, weil er den halben Fluss nutzte, also auch jülich’sches Antriebswasser (Quelle: Lagerbuch der Rentmeisterei Brüggen von 1725/26). 
An der Pannenmühle gab es einen Grenzübergang, und im östlichen Flügelbau aus dem 17. Jahrhundert war früher ein Zollhaus. Das kleine Gebäude wurde „et Spanische Hüske“ genannt. Dieser Teil Gelderns gehörte seit 1543 zum Reich von Karl V. (HRR).
Den Namen hat die Mühle vermutlich von dem zum plattdeutsch abgeleiteten Wort für Dachziegel „Pannen“ erhalten. Die Pannen wurden die in der Region hergestellt und machten später die Tonwarenindustrie im benachbarten Brüggen zeitweise berühmt.
1847 wurde die Mühle erweitert. Sie hatte nun vier Keilpressen, zwei Kollergänge und ein Rührwerk. Sie hatte zwei unterschlächtige Wasserräder; 1873 wurden zwei Mahlgänge für Roggen und Weizen eingebaut. 
1882 kaufte Friedrich August Gotzes die Mühle für 16.000 Taler. Anfang der 1900er Jahre begann der Wandel zu einem Ausflugslokal mit Badeanstalt. Der Mühlenbetrieb wurde nach der Verlegung der Schwalm im Jahr 1926 bis 1960 mit einem Dieselmotor aufrechterhalten.

## Denkmaleintrag
Um 1841 erbautes ehemaligen zweigeschossiges Mühlengebäude mit Krüppelwalmdach. Das heutige Wohnhaus hat früher das Mahlwerk der Mühle beinhaltet. Dieser Teil ist im Inneren durchgebaut, zeigt nach Nord - Ost hin jedoch noch die ursprünglichen Blockrahmenfenster. Die äußere Schmalseite des Gebäudes ist mit Maueranker auf 1841 datiert. Im unteren Teil ist sie aus Naturstein erbaut. Der Ansatz der Mühlradachse ist ablesbar. Der Baukörper aus Fachwerk ist mit seinem gesamten Ständerwerk und Kaminblock erhalten. Kamine befinden sich im Erd- und Obergeschoss, schließen aber an den gleichen Zug an. Sie sind massiv gemauert, rechteckig mit vorn abgeschrägten Ecken und einem Feuerungsloch.
Die Gebäude sind ein wichtiges Zeugnis für die Geschichte des Ortes und die Entwicklung der Arbeits- und Produktionsverhältnisse. Erhaltung und Nutzung liegen daher aus volkskundlichen Gründen im öffentlichen Interesse.
(Denkmalliste Nr. 10)

## Galerie

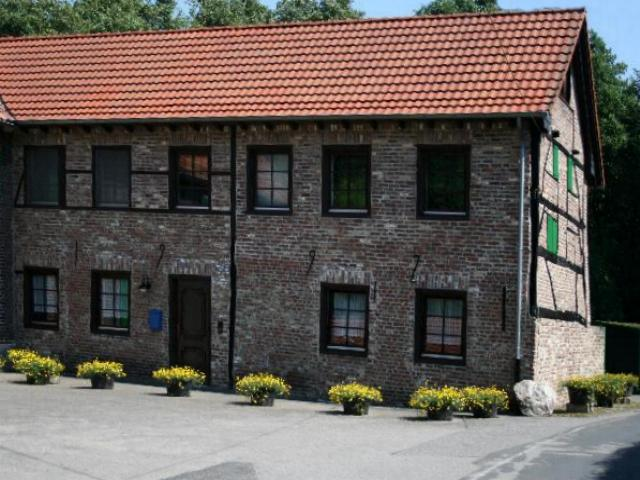
Ehemaliges Mühlengebäude
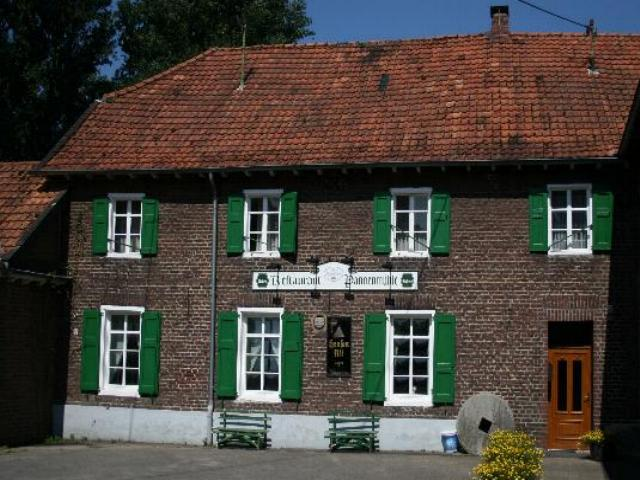
Wohnhaus der Pannenmühle
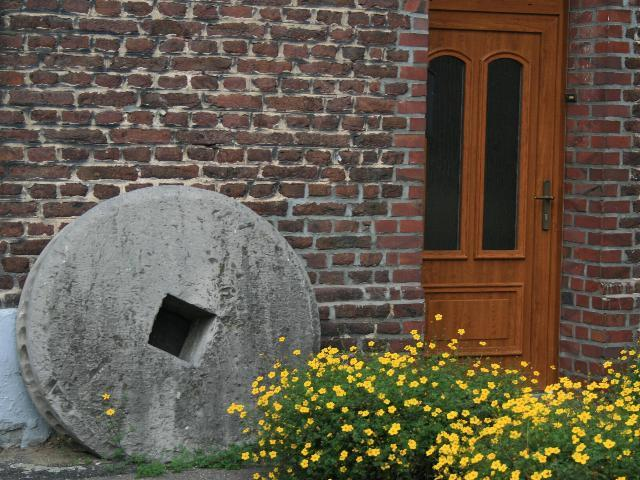
Mahlstein eines Kollergangs
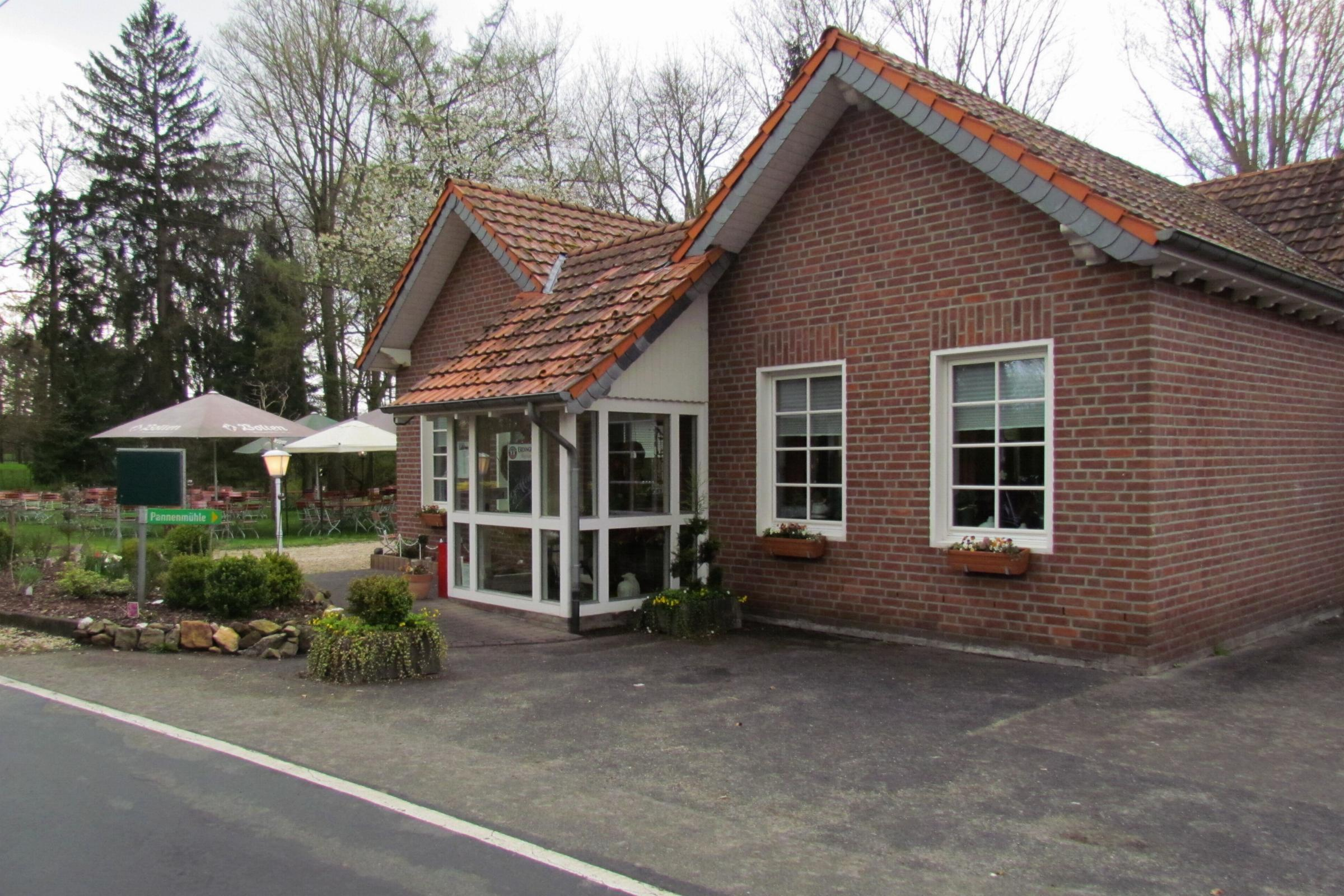
Wirtshaus der Pannenmühle
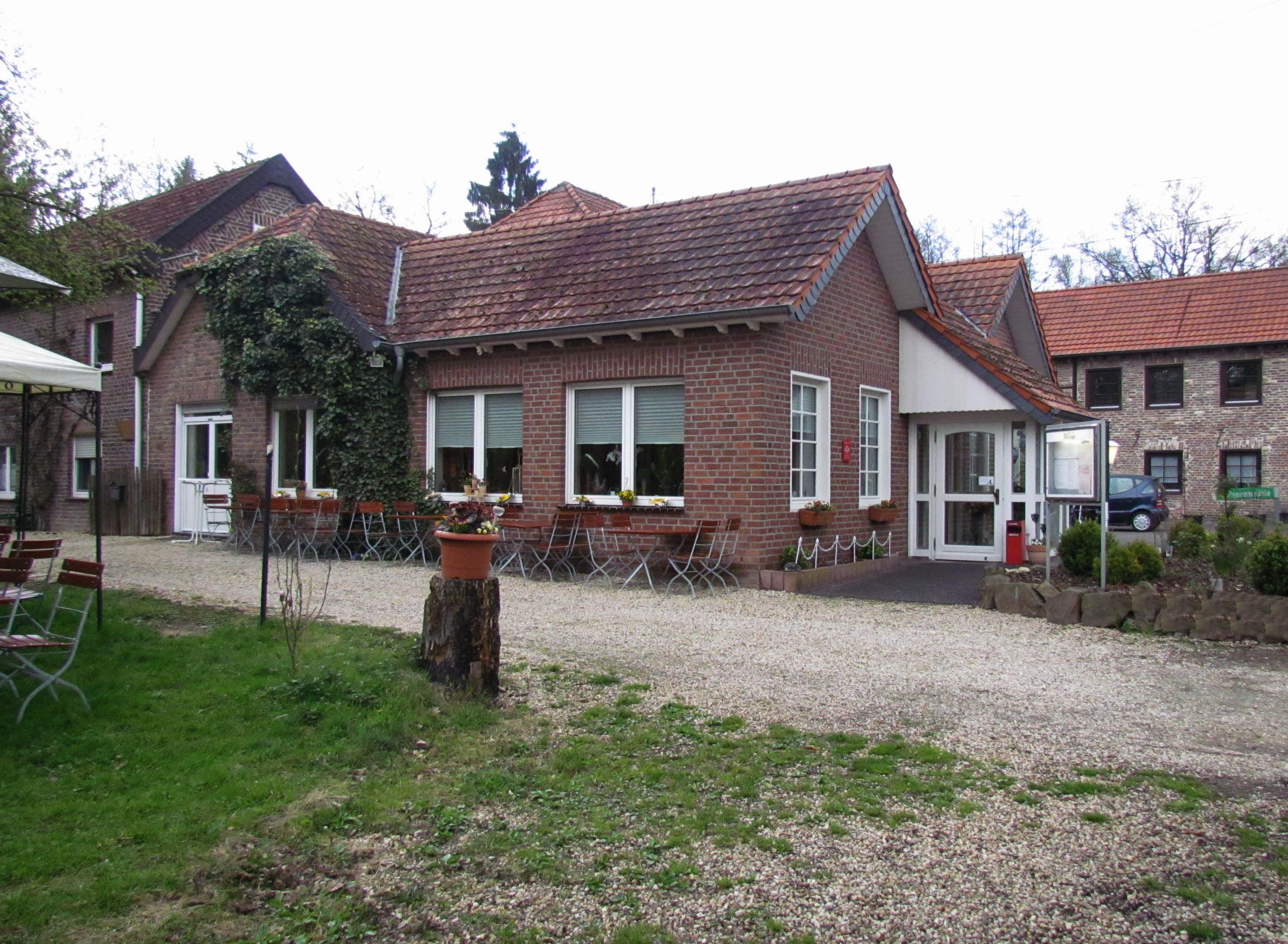
Restauration der Pannenmühle
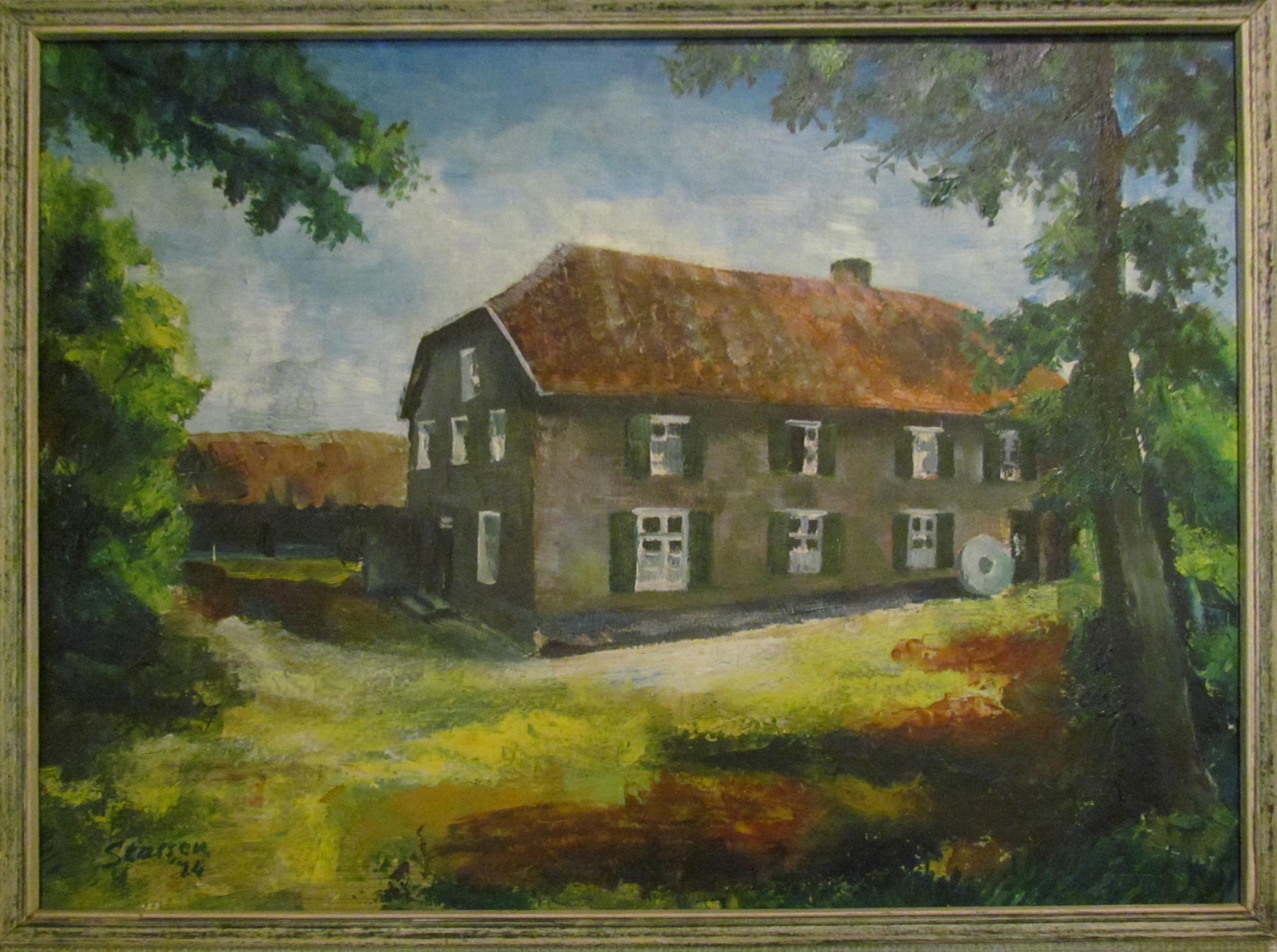
Altes Gemälde der Pannenmühle